# Franklin (Luisiana)
Franklin é uma cidade localizada no estado americano de Luisiana, na Paróquia de St. Martin.

## Demografia
Segundo o censo americano de 2000, a sua população era de 8354 habitantes.
Em 2006, foi estimada uma população de 7879, um decréscimo de 475 (-5.7%).

## Geografia
De acordo com o United States Census Bureau tem uma área de
27,1 km², dos quais 26,8 km² cobertos por terra e 0,3 km² cobertos por água. Franklin localiza-se a aproximadamente 2 m acima do nível do mar.

## Localidades na vizinhança
O diagrama seguinte representa as localidades num raio de 28 km ao redor de Franklin.